# Luciano Milici
Luciano Milici (São Paulo, 10 de fevereiro de 1975) é um escritor, roteirista, ghostwriter, youtuber, criador de conteúdo e publicitário brasileiro. Autor de obras de horror e suspense, como A Página Perdida de Camões e Diário de um Exorcista, é também o criador do universo transmídia Setealém, considerado a primeira creepypasta e lenda urbana autoral brasileira.

## Carreira

### Publicidade e marketing
Formado em Marketing pela Escola Superior de Propaganda e Marketing (ESPM), com MBA em Comércio Eletrônico, Milici atuou por mais de duas décadas na área de marketing e branding. Trabalhou como gerente de Marketing Corporativo do Buscapé Company e diretor de Marketing e E-commerce da Camisaria Colombo, liderando projetos de campanhas digitais, eventos e inteligência de mercado.

### Escritor e roteirista
Luciano Milici publicou seu primeiro livro em 2006, Acaso, Natal e Dados no Retrovisor, reunindo contos e crônicas de humor, suspense e fantasia.  
Em 2012 lançou A Página Perdida de Camões (Editora Évora), um thriller literário que mistura investigação policial e enigmas históricos envolvendo a obra de Luís de Camões.  
Em 2013 coescreveu com Renato Siqueira o romance de terror Diário de um Exorcista, adaptado para o cinema em 2016 no filme Diário de um Exorcista - Zero, roteirizado por Milici e distribuído internacionalmente pela Netflix.

### Criador de Setealém
Em 1994, Milici vivenciou o episódio que inspiraria a criação de Setealém, um suposto universo paralelo sombrio. Em 2004, criou uma comunidade no Orkut para reunir relatos semelhantes. Com o tempo, o projeto evoluiu para um universo colaborativo de horror, adaptado em contos, vídeos, podcasts e revistas digitais, sempre com curadoria do autor.  
Em 2021 lançou a Revista Setealém, compilando relatos inéditos enviados por leitores.

### Ghostwriter
Além da produção autoral, Milici atua como ghostwriter, escrevendo obras sob encomenda para editoras e clientes privados. Já participou de projetos que resultaram em best-sellers e adaptações para TV, atuando em gêneros como terror, suspense e narrativa policial.

### Youtuber e criador de conteúdo
Luciano Milici mantém um canal no YouTube dedicado a histórias de horror, com foco em Setealém, lendas urbanas e universos paralelos. Também é cofundador do projeto Sugar Deads, ao lado de outros criadores especializados em terror.  
Participa com frequência de entrevistas e podcasts, como Inteligência Ltda. e LendaCast, discutindo literatura de horror e fenômenos da cultura digital.

## Obras publicadas
- Acaso, Natal e Dados no Retrovisor (2006)
- A Página Perdida de Camões (2012)
- Diário de um Exorcista (2013, com Renato Siqueira)

## Filmografia
- Diário de um Exorcista - Zero (2016) – roteirista